# Sub-pixel

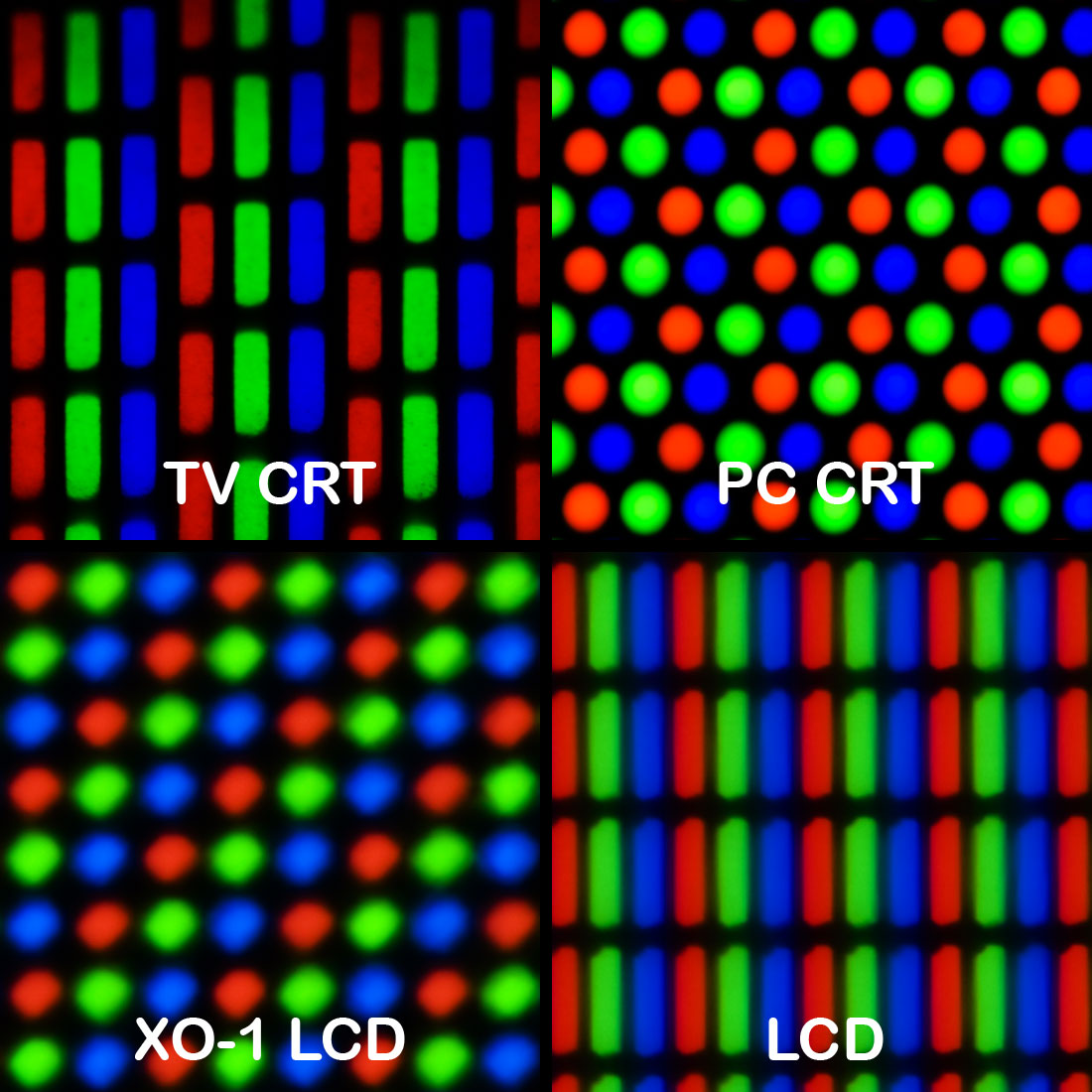
Esempi di sub-pixel con schema RGB

La locuzione sub-pixel, nella computer grafica, indica gli elementi minimi del singolo pixel, il quale così può variare di colore, la disposizione di tali elementi può influire sul dot pitch pur non modificando la risoluzione.

## Aspetti tecnici
Il numero di pixel minimo per schermi monocromatici (bianco e nero, verde e nero, ecc) è 1, quindi il pixel non ha sub-pixel, mentre il numero minimo per gli schemi a colori sono 3, utilizzando lo schema RGB, ma per quest'ultimo esistono diverse varianti, che richiedono un numero maggiore di sub-pixel.

## Schemi

### RGB o Real-Stripe
Viene definito anche come RGB Stripe, nella maggior parte degli schermi a cristalli liquidi e su quelli a tubo catodico, ogni pixel è costruito da tre elementi fisici emettitori di luce, che a causa della loro prossimità, creano l'illusione ottica di un singolo pixel di un colore particolare, questi elementi sono disposti in modo differente a seconda delle esigenze e delle limitazioni tecnologiche.
Esiste una piccola variante, dove due colori sono affiancati, mentre il terzo è disposto lungo la base di questi due, questo permette di avere che tutti i subpixel del singolo pixel siano adiacenti/confinanti tra loro, ma allo stesso tempo che due di essi hanno una forma quasi quadrata, mentre il terzo risulti molto allungato.

### PenTile
La tecnica pentile usufruisce di una diversa disposizione dei sub-pixel e ne esistono diverse versioni.

#### PenTile Matrix o Matrice PenTile

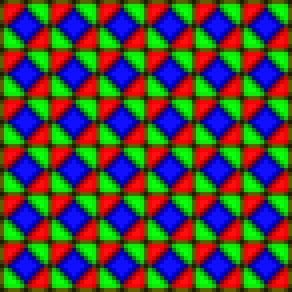
Esempi di sub-pixel con schema PenTile Matrix

"PenTile Matrix" descrive la disposizione geometrica della disposizione subpixel prototipo sviluppato nei primi anni 1990. La disposizione è costituito da un quinconce, che comprende due subpixel rossi, due subpixel verdi, e un sub-pixel centrale blu in ciascun pixel. Questo schema è stato ispirato dalla biomimetica della retina umana, che ha numeri quasi uguali di L e M coni tipo, ma coni S di un numero significativamente inferiore. Poiché i coni S sono principalmente responsabili per percepire colori blu, che non incidono la percezione di luminanza, ridurre il numero di sottopixel blu rispetto al rosso e verde subpixel in un display non riduce la qualità dell'immagine.
PenTile è stato inventato da Candice H. Brown Elliott. La tecnologia è stata concessa in licenza dalla società Clairvoyante dal 2000 fino al 2008, nel corso della quale diversi display PenTile sono stati sviluppati da produttori asiatici di cristalli liquidi (LCD). Nel marzo 2008, Samsung Electronics ha acquisito il patrimonio della Clairvoyante IP PenTile. Samsung poi finanziato una nuova società, Nouvoyance Inc. per continuare lo sviluppo della tecnologia PenTile.

#### PenTile RGBG
Con questa tecnica ogni pixel è composto da due coppie di sub-pixel Rosso, Verde, Blu e Verde (dove le due coppie hanno rispettivamente l'ordine del rosso e del blu invertire), questa impostazione è utilizzata sui primi schermi AMOLED.
Con questa combinazione si utilizzano due sub-pixel per ogni pixel, questo vuol dire che per definire un colore in modo corretto serve l'utilizzo di più pixel, il che fa sì che la risoluzione effettiva è inferiore alla risoluzione in pixel. In particolare negli schermi sAMOLED di Samsung la risoluzione verticale è corretta, mentre la risoluzione orizzontale è esattamente la metà in quanto per definire tutti i colori della gamma servono i subpixel R e B singolarmente contenuti in 2 pixel diversi.

#### PenTile RGBW
Questa combinazione si differenzia dalla RGBG per l'utilizzo del bianco al posto del secondo verde e per la dimensione omogenea dei sub-pixel, il che permette una maggiore versatilità del pixel, in quanto la luminosità viene in parte separata dal colore, permettendo anche un'alimentazione ridotta dei sub-pixel e permettendone una durata maggiore nel tempo.

### Quattron
Lo schema Quattron utilizza la combinazione RGBY ed è sviluppato dalla Sharp Electronics, per permettere un maggiore range di colori visibili, dove al classico schema RGB è stato aggiunto un quarto sub-pixel di colore giallo, innalzando a 4 i sub-pixel per pixel e avere così una maggiore fedeltà cromatica.
L'analisi di Raymond Soneira in MaximumPC Magazine, presidente della DisplayMate Technologies ha decretato come tale tecnologia non ha la capacità di mostrare più colori rispetto a un tradizionale schema RGB, in quanto a causa di standard di settore non c'è materiale sorgente esistente che contiene il quarto canale di colore, quindi gli eventuali "extra" colori visualizzati devono essere creati dal dispositivo stesso, attraverso elaborazioni video.

## Tecniche che sfruttano i subpixel
Una tecnica recente per aumentare la risoluzione apparente di un monitor a colori, chiamata sub-pixel font rendering, usa la conoscenza della geometria dei pixel per manipolare separatamente i tre sotto-pixel, questa è una forma di antialiasing e viene usata principalmente per migliorare l'aspetto del testo.
Le tecniche principali sono il Cleartype di Microsoft, che è disponibile su Windows XP, ne è un esempio, un altro esempio è la tecnologia Quartz utilizzata dal macOS per l'interfaccia grafica e FreeType per i vari sistemi Unix. In questo caso l'intera interfaccia grafica utilizza questa tecnologia, ciò rende l'interfaccia grafica più gradevole, ma rende le singole linee meno definite.